# Iodopleura
Az Iodopleura a madarak (Aves) osztályának verébalakúak (Passeriformes) rendjébe és a Tityridae családjába tartozó nem.
A South American Classification Committee szerint átsorolva a kotingafélék családjából.

## Elterjedése
Brazília keleti részén fordul elő, de természetes élőhelyeinek pusztulása miatt egyre ritkább.

## Rendszerezés
A nembe az alábbi 3 faj tartozik:
- Iodopleura fusca
- Iodopleura pipra
- jódkotinga (Iodopleura isabellae)